# Brownfield (Texas)
Brownfield é uma cidade localizada no estado norte-americano de Texas, no Condado de Terry.

## Demografia
Segundo o censo norte-americano de 2000, a sua população era de 9488 habitantes. 
Em 2006, foi estimada uma população de 9152, um decréscimo de 336 (-3.5%).

## Geografia
De acordo com o United States Census Bureau tem uma área de 
16,5 km², dos quais 16,4 km² cobertos por terra e 0,1 km² cobertos por água.

## Localidades na vizinhança
O diagrama seguinte representa as localidades num raio de 40 km ao redor de Brownfield. 